# نظرية تكافؤ لاكس

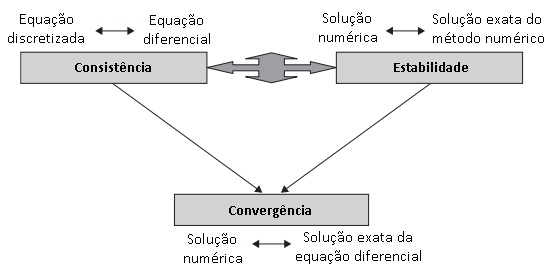

في التحليل العددي ، نظرية التكافؤ للاكس (بالإنجليزية: Lax equivalence theorem)‏ هي النظرية التأسيسية لدراسة وتحليل طرق الفروق المحدودة للحل العددي للمعادلات التفاضلية الجزئية. وتنص على أن أي طريقة فروق محدودة متناسقة لحل مسألة قيمة مبدأية خطية معرفة جيدا تكون ذات نهاية متتالية فقط إذا كانت مستقرة عدديا.
تم إنشاء النظرية بواسطة بيتر لاكس وروبرت ريتمير.

## وصلات خارجية
- American Meteorological Society Glossary
- Methods of Numerical Simulation, Chapter 5 p. 62